# Cyjanidyna
Cyjanidyna – organiczny związek chemiczny z grupy antocyjanidynów; występuje naturalnie jako barwnik roślinny, między innymi w czerwonych owocach roślin takich jak głóg, bez, euterpa, jagodach czy kwiatach hibiskusa. Może być znaleziona także w jabłkach, śliwkach, czerwonej kapuście i czerwonej cebuli. Największe jej stężenie występuje w skórce. Ma charakterystyczną pomarańczowo-czerwoną barwę, która może zmieniać się wraz z pH: roztwory o pH < 3 przybierają barwę czerwoną, fioletową przy pH = 7–8, a niebieską przy pH > 11. Stosowana jako czerwony barwnik do żywności o numerze E163a.

## Wpływ na zdrowie
Cyjanidyna i jej glikozydy mają właściwości prozdrowotne: przeciwnowotworowe, ochronne dla naczyń krwionośnych, przeciwzapalne, zapobiegające otyłości i cukrzycy. Związki te są bardzo silnymi przeciwutleniaczami, silniejszymi niż witamina E, witamina C czy resweratrol. Cyjanidyna szybko neutralizuje reaktywne formy tlenu, takie jak nadtlenek wodoru, rodniki tlenowe i hydroksylowe.

## Pochodne cyjanidyny
- cyjanidyno-3-rutynozyd (3-C-R)
- 3-O-cyjanidyna, występująca czerwonej cebuli
- 7-O-cyjanidyna, występująca czerwonej cebuli
- 3,4′-di-O-β-glukopiranozyd cyjanidyny, występujący czerwonej cebuli
- 4′-O-β-glukozyd cyjanidyny, występujący czerwonej cebuli
- chryzantemina (3-O-glukozyd cyjanidyny), występująca w wytłoczynach porzeczki czarnej